# Blumloh
Blumloh ist ein Ortsteil der Stadt Waldmünchen im Landkreis Cham des Regierungsbezirks Oberpfalz im Freistaat Bayern.

## Geografie
Blumloh liegt auf dem Südwesthang des 615 Meter hohen Kapellenberges. Es liegt 700 Meter nordöstlich der Staatsstraße 2154, 1,8 Kilometer westlich der Staatsstraße 2146, 1 Kilometer nordwestlich des Perlsees, 2,8 Kilometer nordwestlich von Waldmünchen, 1,6 Kilometer nördlich von Hocha und 2,5 Kilometer südwestlich der tschechischen Grenze.

## Geschichte
1820 wurden im Landgericht Waldmünchen Ruralgemeinden gebildet. Es entstanden die Ruralgemeinden Schäferei und Hocha. Ein Projekt aus dem Jahr 1836, die Gemeinden Hocha und Schäferei zusammenzulegen, wurde nicht realisiert.
Im Adressbuch von 1840 wird Blumloh als zur Gemeinde Schäferei gehöriger Weiler aufgeführt. Im Adressbuch von 1858 wird Blumloh als zur Gemeinde Hocha gehöriger Weiler aufgeführt.
Zunächst gehörte also Blumloh zur Ruralgemeinde Schäferei. Zwischen 1840 und 1858 wurde es dann in die Ruralgemeinde Hocha umgegliedert. Zur Ruralgemeinde Hocha gehörten neben Hocha die Einöden Blumloh und Zieglhütte. 1972 schloss sich die Gemeinde Hocha der Stadt Waldmünchen an.
Blumloh gehört zur Pfarrei Waldmünchen. 1997 hatte Blumloh 6 Katholiken.

## Einwohnerentwicklung ab 1864
| Jahr | Einwohner | Gebäude |
| ---- | --------- | ------- |
| 1861 | 7         | 2       |
| 1871 | 6         | 3       |
| 1885 | 9         | 1       |
| 1900 | 8         | 1       |
| 1913 | 8         | 1       |
| 1925 | 9         | 1       |

| Jahr | Einwohner | Gebäude |
| ---- | --------- | ------- |
| 1950 | 9         | 1       |
| 1961 | 6         | 1       |
| 1970 | 4         | k. A.   |
| 1987 | 5         | 2       |
| 2011 | 5         | k. A.   |